# Tambinia venusta
Tambinia venusta är en insektsart som först beskrevs av George Willis Kirkaldy 1906.  Tambinia venusta ingår i släktet Tambinia och familjen Tropiduchidae. Inga underarter finns listade i Catalogue of Life.